# Вороново (Сергиево-Посадский район)
Вороново — деревня в Сергиево-Посадском районе Московской области России, входит в состав сельского поселения Селковское.

## Население
| 1835 | 1850 | 1857 | 1859 | 1895 | 1905 | 1926 | 2002 |
| ---- | ---- | ---- | ---- | ---- | ---- | ---- | ---- |
| 83   | ↘79  | ↗88  | ↗106 | ↗146 | ↘140 | ↗177 | ↘11  |
| 2006 | 2010 |      |      |      |      |      |      |
| ↗16  | ↗21  |      |      |      |      |      |      |

## География
Деревня Вороново расположена на севере Московской области, в северо-восточной части Сергиево-Посадского района, у границы с Владимирской областью, примерно в 90 км к северу от Московской кольцевой автодороги и 38 км к северу от станции Сергиев Посад Ярославского направления Московской железной дороги, по правому берегу реки Курги.
В 9 км к западу от деревни проходит автодорога Р104, в 17 км юго-восточнее — Ярославское шоссе М8, в 30 км южнее — Московское большое кольцо А108. Ближайшие населённые пункты — деревни Македонка и Плотихино.
Связана автобусным сообщением с Сергиевым Посадом.

## История
В «Списке населённых мест» 1862 года — владельческая деревня 2-го стана Переяславского уезда Владимирской губернии по правую сторону Углицкого просёлочного тракта, от границы Александровского уезда к Калязинскому, в 40 верстах от уездного города и 48 верстах от становой квартиры, при пруде, с 11 дворами и 106 жителями (46 мужчин, 60 женщин).
По данным на 1895 год — деревня Хребтовской волости Переяславского уезда с 146 жителями (74 мужчины, 72 женщины). Основными промыслами населения являлись возка лесного материала из соседних лесных дач в Сергиевский посад и пилка дров, 5 человек уезжали в качестве фабричных рабочих на отхожий промысел в Москву и уезды.
По материалам Всесоюзной переписи населения 1926 года — деревня Плотихинского сельсовета Хребтовской волости Сергиевского уезда Московской губернии в 15 км от Угличско-Сергиевского шоссе и 41 км от станции Сергиево Северной железной дороги; проживало 177 человек (82 мужчины, 95 женщин), насчитывалось 40 крестьянских хозяйств.
С 1929 года — населённый пункт Московской области в составе:
- Сальковского сельсовета Константиновского района (1929—1939)[14],
- Хребтовского сельсовета Константиновского района (1939—1957)[15],
- Хребтовского сельсовета Загорского района (1957—1959)[16],
- Торгашинского сельсовета Загорского района (1959—1963, 1965—1991)[17][18],
- Торгашинского сельсовета Мытищинского укрупнённого сельского района (1963—1965)[18][19],
- Торгашинского сельсовета Сергиево-Посадского района (1991—1994)[19],
- Торгашинского сельского округа Сергиево-Посадского района (1994—2006)[20],
- сельского поселения Селковское Сергиево-Посадского района (2006 — н. в.)[21][22].